# Rebeka Koha
Pour les articles homonymes, voir Koha.
Rebeka Koha, née le 19 mai 1998, est une haltérophile lettonne.

## Palmarès

### Jeux olympiques
- 2016 à Rio
  - 4e en moins de 53 kg.

### Championnats d'Europe
- 2018 à Bucarest
  -  Médaille d'or en moins de 58 kg.
- 2017 à Split
  -  Médaille d'argent en moins de 58 kg.
- 2016 à Førde
  -  Médaille de bronze en moins de 53 kg.